# Qualificazioni al campionato delle nazioni africane 2020
Questa voce raccoglie un approfondimento sui risultati degli incontri di qualificazione alla fase finale della Campionato delle Nazioni Africane 2020.

## Formato, regolamento e sorteggio
La competizione vede partecipare 48 nazionali.
Le 48 squadre sono state divise in base alla zona geografica: Zona Settentrionale, Zona Ovest A, Zona Ovest B, Zona Centrale, Zona Centro-Orientale e Zona Meridionale.
| Zona                  | Numero di squadre partecipanti | Numero di posti disponibili per la fase finale |
| --------------------- | ------------------------------ | ---------------------------------------------- |
| Zona Settentrionale   | 4                              | 2                                              |
| Zona Ovest A          | 7                              | 2                                              |
| Zona Ovest B          | 7                              | 3                                              |
| Zona Centrale         | 6                              | 2                                              |
| Zona Centro-Orientale | 10                             | 3                                              |
| Zona Meridionale      | 14                             | 3                                              |
| Totale                | 48                             | 15 + 1 (Camerun)                               |

Non partecipanti:
- Egitto
- Gambia
- Sierra Leone
- Gabon
- Eritrea

## Zona Nord

### Tabella riassuntiva
| Squadra 1 | Totale | Squadra 2 | Andata | Ritorno |
| --------- | ------ | --------- | ------ | ------- |
| Algeria   | 0 - 3  | Marocco   | 0 - 0  | 0 - 3   |
| Tunisia   | 3 - 1  | Libia     | 1 - 0  | 2 - 1   |

## Zona Ovest A

### Primo turno
| Squadra 1     | Totale | Squadra 2  | Andata | Ritorno |
| ------------- | ------ | ---------- | ------ | ------- |
| Guinea-Bissau | 0 – 7  | Mali       | 0 – 4  | 0 – 3   |
| Capo Verde    | 1 – 2  | Mauritania | 0 – 0  | 1 – 2   |
| Liberia       | 1 – 3  | Senegal    | 1 – 0  | 0 – 3   |

### Secondo turno
| Squadra 1  | Totale            | Squadra 2 | Andata | Ritorno |
| ---------- | ----------------- | --------- | ------ | ------- |
| Mauritania | 0 – 2             | Mali      | 0 – 0  | 0 – 2   |
| Senegal    | 1 – 1 (1 – 3 dcr) | Guinea    | 1 – 0  | 0 – 1   |

## Zona Ovest B

### Primo turno
| Squadra 1 | Totale | Squadra 2 | Andata | Ritorno |
| --------- | ------ | --------- | ------ | ------- |
| Benin     | 0 – 1  | Togo      | 0 – 0  | 0 – 1   |

### Secondo turno
| Squadra 1 | Totale | Squadra 2      | Andata | Ritorno |
| --------- | ------ | -------------- | ------ | ------- |
| Togo      | 4 – 3  | Nigeria        | 4 – 1  | 0 – 2   |
| Niger     | 2 – 1  | Costa d'Avorio | 2 – 0  | 0 – 1   |
| Ghana     | 0 – 1  | Burkina Faso   | 0 – 1  | 0 – 0   |

## Zona Centrale

### Primo turno
| Squadra 1          | Totale     | Squadra 2           | Andata | Ritorno |
| ------------------ | ---------- | ------------------- | ------ | ------- |
| Rep. Centrafricana | cancellata | São Tomé e Príncipe | —      | —       |
| Ciad               | 4 – 5      | Guinea Equatoriale  | 3 – 3  | 1 – 2   |

### Secondo turno
| Squadra 1          | Totale | Squadra 2      | Andata | Ritorno |
| ------------------ | ------ | -------------- | ------ | ------- |
| Rep. Centrafricana | 1 - 6  | RD del Congo   | 0 - 2  | 1 — 4   |
| Guinea Equatoriale | 2 – 3  | Rep. del Congo | 2 – 2  | 0 – 1   |

## Zona Centro-Orientale

### Primo turno
| Squadra 1 | Totale            | Squadra 2     | Andata | Ritorno |
| --------- | ----------------- | ------------- | ------ | ------- |
| Burundi   | 4 – 1             | Sudan del Sud | 2 – 0  | 2 – 1   |
| Somalia   | 2 – 7             | Uganda        | 1 – 3  | 1 – 4   |
| Gibuti    | 3 – 5             | Etiopia       | 0 – 1  | 3 – 4   |
| Tanzania  | 0 – 0 (4 – 1 dcr) | Kenya         | 0 – 0  | 0 – 0   |

### Secondo turno
| Squadra 1 | Totale      | Squadra 2     | Andata | Ritorno |
| --------- | ----------- | ------------- | ------ | ------- |
| Burundi   | 0 – 6       | Uganda        | 0 – 3  | 0 – 3   |
| Etiopia   | 1 – 2       | Ruanda        | 0 – 1  | 1 – 1   |
| Tanzania  | 2 – 2 (gfc) | Sudan del Sud | 0 – 1  | 2 – 1   |

## Zona Meridionale

### Primo turno
| Squadra 1 | Totale      | Squadra 2  | Andata | Ritorno |
| --------- | ----------- | ---------- | ------ | ------- |
| Botswana  | 5 – 1       | Seychelles | 2 – 0  | 3 – 1   |
| eSwatini  | 1 – 1 (gfc) | Malawi     | 0 – 0  | 1 – 1   |

### Secondo turno
| Squadra 1  | Totale            | Squadra 2 | Andata | Ritorno |
| ---------- | ----------------- | --------- | ------ | ------- |
| Botswana   | 2 – 3             | Zambia    | 0 – 0  | 2 – 3   |
| eSwatini   | 2 – 2 (4 – 1 dcr) | Angola    | 1 – 1  | 1 – 1   |
| Comore     | 0 – 2             | Namibia   | 0 – 2  | 0 – 0   |
| Madagascar | 3 – 3 (gfc)       | Mozambico | 1 – 0  | 2 – 3   |
| Lesotho    | 6 – 2             | Sudafrica | 3 – 2  | 3 – 0   |
| Mauritius  | 1 – 7             | Zimbabwe  | 0 – 4  | 1 – 3   |

### Terzo turno
| Squadra 1  | Totale | Squadra 2 | Andata | Ritorno |
| ---------- | ------ | --------- | ------ | ------- |
| eSwatini   | 2 – 3  | Zambia    | 0 – 1  | 2 – 2   |
| Madagascar | 1 – 2  | Namibia   | 1 – 0  | 0 – 2   |
| Zimbabwe   | 3 – 1  | Lesotho   | 3 – 1  | 0 – 0   |

## Squadre qualificate
| Zona            | Squadra        |
| --------------- | -------------- |
| Zona Nord       | Marocco        |
| Zona Nord       | Tunisia        |
| Zona Ovest A    | Guinea         |
| Zona Ovest A    | Mali           |
| Zona Ovest B    | Burkina Faso   |
| Zona Ovest B    | Niger          |
| Zona Ovest B    | Togo           |
| Zona Centro     | Camerun        |
| Zona Centro     | Rep. del Congo |
| Zona Centro     | RD del Congo   |
| Zona Centro-Est | Ruanda         |
| Zona Centro-Est | Tanzania       |
| Zona Centro-Est | Uganda         |
| Zona Sud        | Namibia        |
| Zona Sud        | Zambia         |
| Zona Sud        | Zimbabwe       |